# 第39屆香港電影金像獎
第39屆香港電影金像獎（英語：39th Hong Kong Film Awards）是為表彰2019年度表現傑出的香港電影所頒發的獎項，頒獎典禮原定於2020年4月19日晚举行，但因2019冠狀病毒病疫情影響，起初計劃縮小頒獎禮規模，后決定取消實體舞台形式頒獎禮，為香港電影金像獎歷史上首次。得獎結果定於2020年5月6日下午3時在Facebook、YouTube及Instagram等社交媒體，透過串流直播形式公布，為時約20分鐘，由金像獎協會主席爾冬陞主持。而所有獲獎單位後來於第40屆香港電影金像獎舉行前補發獎座。

## 形式变更
在2019冠狀病毒病疫情影响下，香港2020上半年原定的多项大型活动相继取消，原定4月19日举行的第39届香港电影金像奖一度传出停办，2月4日，金像奖董事局董事田启文否认传闻，表示金像奖颁奖典礼将正常举行，场地由尖沙咀香港文化中心改为九龙湾国际展贸中心，为减少人流聚集，将缩减颁奖礼规模，出席单位会以颁奖嘉宾和得奖人为主，紅地毯環節也因规模缩减和场地所限有机会取消。大会将视事态发展再决定如何安排，现阶段正在做不同的应变方案。就疫情作出研討後，原定於2月12日舉行公佈提名名單的記者會宣告取消，改以網絡及電子郵件形式向公眾及傳媒公佈提名名單。
2月12日，金像獎主席爾冬陞接受電話採訪，形容今屆頒獎禮遇到史無前例的困難，無法如期舉行，“因为筹办一个颁奖礼需要大约400人帮忙，在疫情还没完全解除的情况下，就算只是开一个会都会有一定的风险。”故決定改變原有頒獎典禮模式，又指曾想过效法香港电影评论学会大奖，公布得奖名单后再举行颁奖典礼，但为免影响明年金像奖40周年的筹组而作罢。现正考虑以录播形式进行，但又要考虑保密性的问题，获奖名单公布具体日期还没有确定，尔冬升预估应该在5月中旬左右，详情待細節落實並作出妥善安排之後对外公布。
本届金像奖首轮投票有1475名选民有资格参与，加上110位专业评审，合共1585人可参与投票，投票率达60.63%。第二轮投票由金像奖十四个属会和70位专业评审，合共1219人可参与投票选出最终得奖名单，但评审原定看片场地香港艺术中心古天乐电影院及香港电影资料馆暂停开放，大会与片商商讨具体事宜后截止投票时间延至3月31日。本年度总投票率为59.74%，比去年的63.28%略低。而场刊的拍摄和制作会继续在保证安全情况下进行，并邀请葛民辉担任平面设计和视觉顾问，在8月份陆续发放予各奖项候选人及投票者。
4月20日，金像獎主席爾冬陞宣佈，於5月6日下午3時在Facebook、YouTube及Instagram等社交媒體，透過串流直播形式公布今屆19項得獎結果，為時約20分鐘，由他本人主持。爾冬陞表示，曾考慮不同方案，例如直播頒獎禮，但因有候選人來自其他地方，故未能作此安排。又因為網絡、人力及場地等問題，不得不放棄直播頒獎禮的安排。
5月6日下午3時，第39屆香港金像獎的得獎名單以串流直播形式公佈。爾冬陞親手拆開信件並逐一宣布得獎名單，實際上只用了10分鐘左右便完成了頒獎。除此之外，本次直播並沒有播放任何電影片段，也沒有任何嘉賓。
2022年7月17日舉辦的第40屆香港電影金像獎頒獎典禮上，大會在頒獎禮揭幕前公佈上屆各獎項得主並向他們現場補發獎座。

## 獎項統計
注：以下不包括「最佳亞洲華語電影」之部分
| 數目 | 電影名稱                        |
| 獲獎 |                                 |
| 8    | 少年的你                        |
| 3    | 葉問4：完結篇                   |
| 2    | 叔·叔、金都                     |
| 1    | 花椒之味、麥路人、掃毒2天地對決 |
| 提名 |                                 |
| 12   | 少年的你                        |
| 11   | 花椒之味                        |
| 10   | 麥路人                          |
| 9    | 叔·叔、葉問4：完結篇            |
| 8    | 金都                            |
| 6    | 幻愛、犯罪現場                  |
| 4    | 掃毒2天地對決                   |
| 3    | 新喜劇之王、使徒行者2：諜影行動 |
| 2    | 聖荷西謀殺案、征途、中國機長    |
| 1    | 烈火英雄、戲棚、上              |

### 金像獎電影
| 電影          | 獎項                                                                                               |
| ------------- | -------------------------------------------------------------------------------------------------- |
| 少年的你      | 最佳電影、最佳導演、最佳編劇、最佳女主角、最佳新演員、最佳攝影、最佳服裝造型設計、最佳原創電影歌曲 |
| 葉問4：完結篇 | 最佳剪接、最佳動作設計、最佳音響效果                                                               |
| 叔·叔         | 最佳男主角、最佳女配角                                                                             |
| 金都          | 新晉導演、最佳原創電影音樂                                                                         |
| 花椒之味      | 最佳美術指導                                                                                       |
| 麥路人        | 最佳男配角                                                                                         |
| 掃毒2天地對決 | 最佳視覺效果                                                                                       |

## 外部連結
- 第三十九屆香港電影金像獎 參選資格及評選規則 （页面存档备份，存于）（繁體中文）
- YouTube上的第39屆香港電影金像獎得獎結果揭曉短片